# Caty McNally

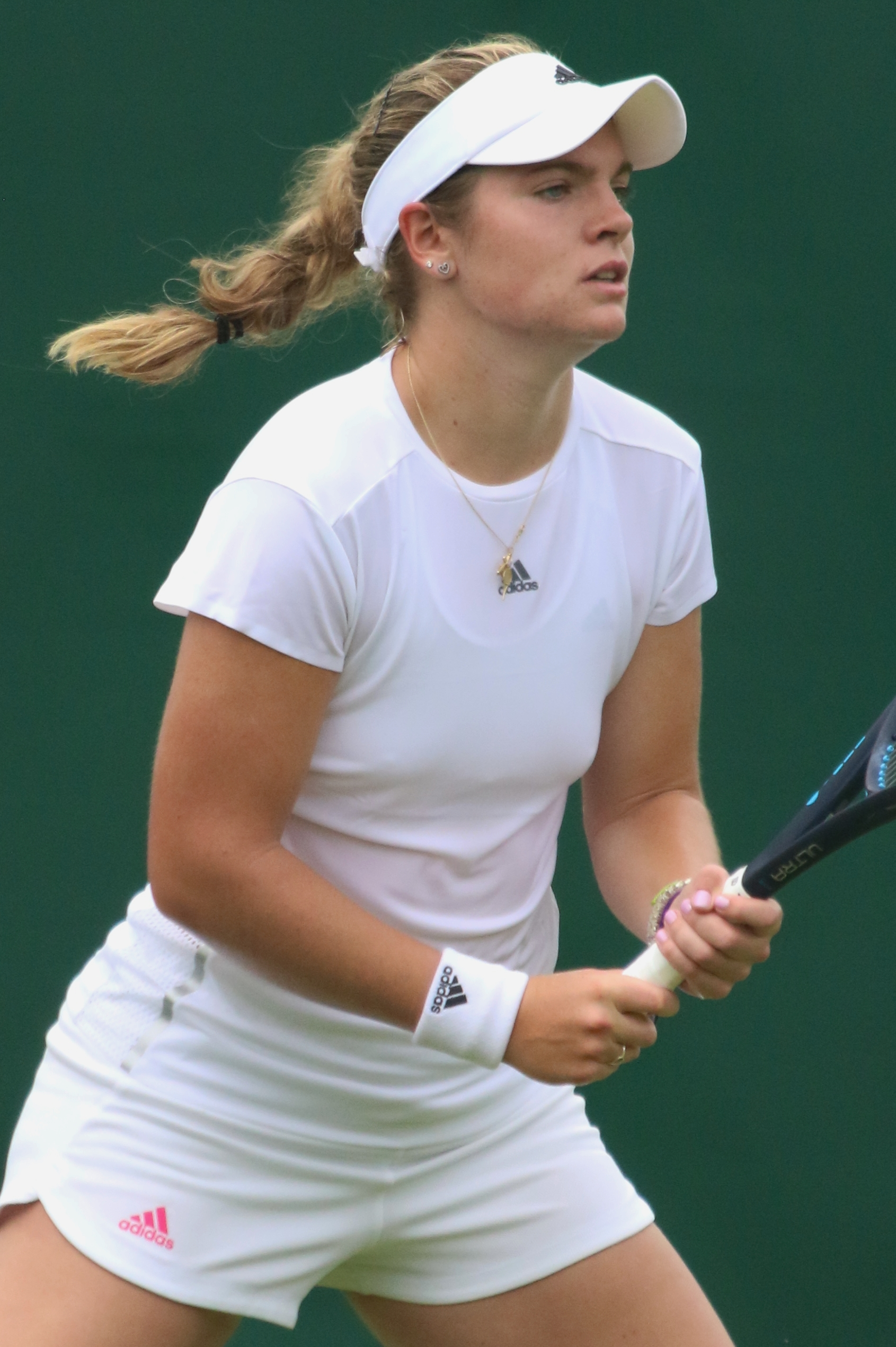
Wimbledon 2019 (kwalificatie)

Catherine (Caty) McNally (Cincinnati, 20 november 2001) is een tennisspeelster uit de Verenigde Staten van Amerika. McNally begon op driejarige leeftijd met het spelen van tennis. Haar favoriete ondergrond is hardcourt. Zij speelt rechtshandig en heeft een tweehandige backhand. Zij is actief in het internationale tennis sinds 2016.

## Loopbaan
Zowel in 2016 als in 2017 was McNally verliezend finaliste in de meisjesdubbelspelfinale van Wimbledon. In 2017 beleefde zij haar debuut op het WTA-circuit door samen met Alexa Glatch te spelen op het Western & Southern Open.
In 2018 won McNally samen met de Poolse Iga Świątek de meisjesdubbelspelfinale van Roland Garros – ook bij het enkelspel stond zij toen in de meisjesfinale, die zij verloor van de Amerikaanse Cori Gauff. Op het US Open 2018 won zij de meisjesdubbelspeltitel, samen met Gauff. Bij het vrouwendubbelspel van het US Open 2018 beleefde zij haar grandslamdebuut – samen met landgenote Whitney Osuigwe kreeg zij daarvoor een wildcard.
In 2019 kwalificeerde McNally zich voor het enkelspeltoernooi van Wimbledon – in de eerste ronde van de hoofdtabel verloor zij van de Britse Heather Watson. Vier weken later won zij haar eerste WTA-titel, op het dubbelspeltoernooi van Washington, samen met landgenote Cori Gauff.
Op het dubbelspeltoernooi van het Australian Open 2020 bereikte McNally de kwartfinale, weer samen met Gauff. Daarmee kwam zij binnen in de top 50 van de wereldranglijst in het dubbelspel.
In 2021 bereikte zij, met dezelfde partner, voor het eerst de finale van een grandslamtoernooi, op het US Open – zij verloren deze van Samantha Stosur en Zhang Shuai. In oktober kwam zij binnen op de top 20 van het dubbelspel.
Ook in 2022 bereikte McNally de dubbelspelfinale van het US Open, nu met 'n andere landgenote Taylor Townsend – de zege werd evenwel opgeëist door het Tsjechische koppel Barbora Krejčíková en Kateřina Siniaková. Tevens kreeg zij een wildcard voor het gemengd dubbelspeltoernooi van het US Open, samen met landgenoot William Blumberg – zij bereikten meteen de halve finale. In oktober won zij de dubbelspeltitel van het WTA-toernooi van Ostrava, nu met landgenote Alycia Parks aan haar zijde. In het enkelspel won zij haar eerste WTA-titel in november, op het toernooi van Midland waar zij de Duitse Anna-Lena Friedsam in de finale versloeg. Hiermee kwam zij binnen op de mondiale top 100 van het enkelspel.

### Tennis in teamverband
In de periode 2022–2023 maakte McNally deel uit van het Amerikaanse Fed Cup-team – zij vergaarde daar een winst/verlies-balans van 2–0.

## Persoonlijk
In 2018 werd McNally getraind door haar moeder Lynn Nabors-McNally die zelf professioneel tennisspeelster was en in de top 250 stond bij het dubbelspel. In 2015 werd Lynn uitgeroepen tot 2014 Team USA Developmental Coach of the Year. Ook Caty's oudere broer John McNally speelt tennis op professioneel niveau.

## Posities op deWTA-ranglijst
Positie per einde seizoen:
| jaar | rang enkelspel | rang dubbelspel |
| ---- | -------------- | --------------- |
| 2017 | 724            | 1048            |
| 2018 | 682            | 319             |
| 2019 | 118            | 72              |
| 2020 | 121            | 42              |
| 2021 | 139            | 20              |
| 2022 | 94             | 21              |
| 2023 | 144            | 124             |

## Resultaten grandslamtoernooien
| Legenda | Legenda                          |
| ------- | -------------------------------- |
| g.t.    | geen toernooi gehouden           |
| l.c.    | lagere categorie                 |
| –       | niet deelgenomen                 |
| G       | uitgeschakeld in de groepsfase   |
| 1R      | uitgeschakeld in de eerste ronde |
| 2R      | uitgeschakeld in de tweede ronde |
| 3R      | uitgeschakeld in de derde ronde  |
| 4R      | uitgeschakeld in de vierde ronde |
| KF      | uitgeschakeld in de kwartfinale  |
| HF      | uitgeschakeld in de halve finale |
| F       | de finale verloren               |
| W       | het toernooi gewonnen            |
| w-v     | winst/verlies-balans             |

### Enkelspel
| toernooi        | 2019 | 2020 | 2021 |    | 2023 |
| --------------- | ---- | ---- | ---- | -- | ---- |
| Australian Open | –    | 2R   | –    | 2R |      |
| Roland Garros   | –    | –    | –    | –  |      |
| Wimbledon       | 1R   | g.t. | –    | 1R |      |
| US Open         | 2R   | 3R   | 1R   | –  |      |

### Vrouwendubbelspel
| toernooi        | 2018 | 2019 | 2020 | 2021 | 2022 | 2023 |
| --------------- | ---- | ---- | ---- | ---- | ---- | ---- |
| Australian Open | –    | –    | KF   | KF   | 1R   | –    |
| Roland Garros   | –    | –    | 3R   | –    | 3R   | –    |
| Wimbledon       | –    | –    | g.t. | 3R   | –    | 1R   |
| US Open         | 1R   | 3R   | 2R   | F    | F    | –    |

### Gemengd dubbelspel
| toernooi        | 2021 | 2022 |
| --------------- | ---- | ---- |
| Australian Open | –    | –    |
| Roland Garros   | –    | –    |
| Wimbledon       | 1R   | –    |
| US Open         | –    | HF   |

## Palmares
| Legenda                 |
| ----------------------- |
| Grandslamtoernooi       |
| Olympische Spelen       |
| Year-End Championships  |
| Premier Mandatory       |
| Premier Five / WTA 1000 |
| Premier / WTA 500       |
| International / WTA 250 |
| Challenger / WTA 125    |

### WTA-finaleplaatsen enkelspel
| nr.              | finale     | toernooi           | ondergrond    | tegenstandster     | score         |         |
| ---------------- | ---------- | ------------------ | ------------- | ------------------ | ------------- | ------- |
| gewonnen finales |            |                    |               |                    |               |         |
| 1.               | 2022-11-06 | WTA Midland        | hardcourt (i) | Anna-Lena Friedsam | 6-3, 6-2      | details |
| 2.               | 2025-07-13 | WTA Newport        | gras          | Tatjana Maria      | 2-6, 6-4, 6-2 | details |
| verloren finales |            |                    |               |                    |               |         |
| 1.               | 2023-05-21 | WTA Parijs Clarins | gravel        | Diane Parry        | forfait       | details |

### WTA-finaleplaatsen vrouwendubbelspel
| nr.              | finale     | toernooi              | ondergrond    | partner         | tegenstandsters                       | score             |         |
| ---------------- | ---------- | --------------------- | ------------- | --------------- | ------------------------------------- | ----------------- | ------- |
| gewonnen finales |            |                       |               |                 |                                       |                   |         |
| 1.               | 2019-08-03 | WTA Washington        | hardcourt     | Cori Gauff      | Maria Sanchez Fanny Stollár           | 6-2, 6-2          | details |
| 2.               | 2019-10-19 | WTA Luxemburg         | hardcourt (i) | Cori Gauff      | Kaitlyn Christian Alexa Guarachi      | 6-2, 6-2          | details |
| 3.               | 2021-04-18 | WTA Charleston        | gravel        | Hailey Baptiste | Ellen Perez Storm Sanders             | 6-7, 6-4, [10-6]  | details |
| 4.               | 2021-05-22 | WTA Parma             | gravel        | Cori Gauff      | Darija Jurak Andreja Klepač           | 6-3, 6-2          | details |
| 5.               | 2022-02-13 | WTA Sint-Petersburg   | hardcourt (i) | Anna Kalinskaja | Alicja Rosolska Erin Routliffe        | 6-3, 6-7, [10-4]  | details |
| 6.               | 2022-10-09 | WTA Ostrava           | hardcourt (i) | Alycia Parks    | Alicja Rosolska Erin Routliffe        | 6-3, 6-2          | details |
| 7.               | 2023-02-26 | WTA Mérida            | hardcourt     | Diane Parry     | Wang Xinyu Wu Fang-hsien              | 6-0, 7-5          | details |
| 8.               | 2024-02-11 | WTA Cluj-Napoca       | hardcourt (i) | Asia Muhammad   | Harriet Dart Tereza Mihalíková        | 6-3, 6-4          | details |
| verloren finales |            |                       |               |                 |                                       |                   |         |
| 1.               | 2020-03-07 | WTA Indian Wells 125K | hardcourt     | Jessica Pegula  | Asia Muhammad Taylor Townsend         | 4-6, 4-6          | details |
| 2.               | 2021-09-12 | US Open               | hardcourt     | Cori Gauff      | Samantha Stosur Zhang Shuai           | 3-6, 6-3, 3-6     | details |
| 3.               | 2022-08-06 | WTA Washington        | hardcourt     | Anna Kalinskaja | Jessica Pegula Erin Routliffe         | 3-6, 7-5, [10-12] | details |
| 4.               | 2022-09-11 | US Open               | hardcourt     | Taylor Townsend | Barbora Krejčíková Kateřina Siniaková | 6-3, 5-7, 1-6     | details |